# Sterlina britannica
La sterlina britannica, ufficialmente denominata lira sterlina (in inglese pound sterling), libbra sterlina o anche, per sineddoche, sterlina inglese, è la valuta ufficiale utilizzata nel Regno Unito. Il suo codice ISO 4217 è GBP.

## Storia
Il nome "sterlina" deriva dall'espressione pound of sterling silver, che indica una quantità pari a una libbra troy di argento particolarmente puro (una lega al 92,5% di argento e 7,5% di rame, lega detta appunto argento sterling), alla quale era legato il suo valore. Mentre in inglese si omette solitamente la parola sterling del nome della moneta, lasciando solo la parola pound (letteralmente, 'libbra'), in italiano si omette invece la parola lira (che potrebbe portare a confusioni con la vecchia lira italiana), lasciando solo la dizione sterlina.
Il simbolo adottato per la sterlina è £, derivato dalla L iniziale (corsiva) del latino Libra.
Dal 1880 al 1914 il cambio è stato regolato dal sistema aureo (gold standard) e la sterlina è divenuta la principale moneta di scambio nel commercio internazionale. All'inizio della prima guerra mondiale (Currency and Bank Notes Act, 1914 del 6 agosto 1914) il Tesoro britannico poté emettere biglietti di Stato (currency notes) convertibili in oro presso la Banca d'Inghilterra. Con la stessa legge si sospendeva l'obbligo di copertura dell'emissione di biglietti di banca. L'abbandono della riserva aurea consentì di espandere l'offerta di moneta per finanziare la spesa militare, aumentando il debito pubblico e l'inflazione. Il gold standard non venne quindi sospeso per legge, ma scoraggiato, tramite provvedimenti in via amministrativa, che rendevano difficile l'acquisto e la vendita d'oro, e tramite il rifiuto, per motivazioni patriottiche, di esportare oro da parte degli intermediari londinesi.
Le monete e le banconote prodotte in Inghilterra hanno corso legale in tutto il Regno e nelle dipendenze della Corona. Diversamente dalla generalità degli Stati, tuttavia, il Regno Unito non ha mai emanato una legge che centralizzi l'emissione valutaria: per questo motivo varie banche private in Scozia e in Irlanda del Nord e i governi delle dipendenze della Corona coniano monete o stampano banconote destinate ai propri specifici territori, ma che occasionalmente circolano anche in Inghilterra, pur non avendovi corso forzoso.
Nel 1953 furono introdotte le prime banconote con l'effige del monarca inglese.
Con la morte della regina Elisabetta le monete e le banconote raffigureranno re Carlo. Le nuove monete, presentate a fine settembre 2022, sono in fase di coniazione da ottobre 2022, con la prima moneta entrata in circolazione l'8 dicembre 2022; le nuove banconote sono state presentate al pubblico il 20 dicembre 2022 e sono entrate in circolazione il 5 giugno 2024.

## Le banconote
Le banconote in sterline sono suddivise in quattro tagli: £5, £10, £20 e £50.
Di seguito una tabella della serie di biglietti in vigore prima del 2016.
| Immagine | Immagine | Valore | Dimensioni (in millimetri) | Colore | Colore    | Disegno              | Disegno        |
| Fronte   | Retro    | Valore | Dimensioni (in millimetri) | Colore | Colore    | Fronte               | Retro          |
| -------- | -------- | ------ | -------------------------- | ------ | --------- | -------------------- | -------------- |
|          |          | £5     | 135 × 70                   |        | Grigio    | Regina Elisabetta II | Elizabeth Fry  |
|          |          | £10    | 142 × 75                   |        | Arancione | Regina Elisabetta II | Charles Darwin |
|          |          | £20    | 149 × 80                   |        | Violetto  | Regina Elisabetta II | Edward Elgar   |
|          |          | £50    | 156 × 85                   |        | Rosso     | Regina Elisabetta II | John Houblon   |

A partire dal 2016 la Banca d'Inghilterra ha introdotto una nuova serie di biglietti, stampata su un polimero plastico riciclabile.

## Monetazione non decimale
Prima della decimalizzazione la base monetaria era rappresentata dal penny, introdotto probabilmente da Offa, re di Mercia, quasi contemporaneamente alla riforma monetaria di Pipino il Breve del 755. Un penny pesava 20 "grani", pari a 1/24 dell'oncia Troy.
Il penny era simile, per dimensioni e peso, al denaro francese e, analogamente al sistema francese, in cui la livre era divisa in 20 solidi, ciascuno dei quali divisi in 12 denari, il penny derivava dalla suddivisione della sterlina in 20 scellini (shilling), con lo scellino pari a 12 pence. Anche i simboli ricordavano il sistema francese, con la "s" per lo scellino (da "solidus") e la "d" per il penny (da "denarus").
Il penny aveva come sottomultipli l'halfpenny (1/2 penny) e il farthing (1/4 di penny) entrambi introdotti verso il 1279 da Edoardo I (1272-1307).
Come multipli del penny Edoardo introdusse il groat, cioè il grosso, pari, al momento delle prime emissioni, a 4 pence.
Con Edoardo III (1327-1377) fu introdotta la prima moneta d'oro, il noble, con le sue frazioni da un mezzo e da un quarto. Il noble valeva sei scellini e 8 pence, ossia 80 pence, cioè un terzo di sterlina; il mezzo noble di conseguenza tre scellini e 4 pence (cioè 40 pence, o un sesto di sterlina), e il quarto di noble valeva 1,5 scellini e 2 pence (cioè 20 pence, o un dodicesimo di sterlina).
La prima moneta di valore pari a una sterlina fu la sovrana in oro (sovereign), emessa nel 1489 da Enrico VII. Con la riunificazione di Scozia e Inghilterra sotto Giacomo I, la sovrana venne rinominata in unite, mantenendo lo stesso valore di 20 scellini. A seguito della continua rivalutazione dell'oro, nel 1612 la unite assunse il valore di 22 scellini e, sempre da parte di Giacomo I, per un valore di 20 scellini venne coniato il laurel. L'adozione di nuove tecniche per la coniazione delle monete portò nel 1663 all'emissione da parte di Carlo II della guinea o ghinea, il cui nome ricorda la regione di provenienza dell'oro utilizzato, una moneta con un diametro di 25-26 mm, un peso di 8,35 grammi e un titolo di 22 carati. Una successiva riforma monetaria portò nel 1817 all'abbandono della guinea per il ritorno alla sovrana, con un diametro di 22,05 mm, un peso di 7,98 grammi e un titolo di 22 carati.
Altro multiplo del penny fu la corona (Crown - pari a 5 scellini), introdotta nel 1526 con la riforma monetaria di Enrico VIII. Le prime monete furono in oro, fino al regno di Edoardo VI che introdusse le prime monete d'argento. Non vennero coniate corone durante il regno di Filippo II e Maria I, ma corone sia d'oro che d'argento furono coniate da Elisabetta I, Giacomo I e Carlo I, come pure in tutti i regni tra Elisabetta I e Elisabetta II.
La prima moneta con valore pari a uno scellino, invece, venne coniata da Edoardo VI nel 1549.
Nel 1717 iniziò l'abbandono del sistema monetario basato sull'argento a favore del gold standard, che venne ufficialmente adottato nel 1821 al termine delle guerre napoleoniche. Il gold standard venne poi sospeso nel 1914, allo scoppio della prima guerra mondiale, ma solo di fatto, per essere reintrodotto nel 1925, dopo una pesante deflazione, ma sotto forma di gold bullion standard (cioè di cartamoneta convertibile solo in lingotti e non in monete d'oro). L'abbandono definitivo dello standard si ebbe poi il 21 settembre 1931.

## Monetazione decimale
Dal 15 febbraio 1971 (Decimal Day) il sistema monetario del Regno Unito è decimale e la sterlina ne rappresenta la base monetaria. Il suo unico sottomultiplo è il penny (plurale in inglese pence), con 1 sterlina pari a 100 pence; il simbolo per il penny è "p". La prima moneta in metallo non prezioso con valore pari a una sterlina venne coniata nel 1983, in sostituzione della banconota da una sterlina non più emessa a partire dal 1984 e non più in corso legale dal 1988.

## Record e minimi storici
Il 30 dicembre 2008 la sterlina britannica ha toccato un minimo di € 1 = £0,9804, riportandosi su valori che non si registravano dall'ottobre del 1986.
Tra ottobre e dicembre 2008 l'euro si è apprezzato di oltre il 20% sulla divisa britannica (e del 30% da inizio 2008) e lo stesso andamento si è registrato anche nei confronti del dollaro USA, che anzi si è rivalutato del 25% nello stesso trimestre e di oltre il 35% dall'inizio del 2008.
Peggio è avvenuto nei confronti dello yen che da inizio anno ha avuto una rivalutazione del 70%.
Un simile crollo in così breve tempo è stato peggiore persino di quello avutosi nel 1992 (anno in cui la sterlina uscì dallo SME), dovendosi risalire, per registrare un precedente simile, al 1931, quando il governo inglese abbandonò (per la seconda volta) il sistema del gold standard.
L'indebolimento progressivo della sterlina nei confronti dell'euro e il rafforzamento continuo della moneta unica sembravano portare alla parità tra le due valute; tuttavia, successivamente, la sterlina si è rivalutata nei confronti dell'euro.
Il 24 giugno 2016 (definito da molti media come venerdì nero), ossia il giorno successivo al referendum britannico sulla Brexit, la sterlina ha toccato i valori minimi del cambio rispetto al dollaro statunitense dal 1985, ovvero di £1 = $1,3406; alla chiusura della borsa il cambio tra EUR e GBP era di 0,812.

## Sostituzione con l'euro
Quando nel 1992 i dodici Stati della Comunità economica europea firmarono il Trattato di Maastricht che prevedeva per il futuro anche la realizzazione di una moneta unica europea, in sostituzione delle rispettive valute nazionali, il Regno Unito firmò una deroga affinché l'adozione della futura moneta unica europea, l'euro, fosse unicamente facoltativa. Il Regno Unito non ha mai aderito all'euro e ha lasciato l'Unione europea il 31 gennaio 2020.